# Маи-ХиМЕ
„Маи-ХиМЕ“ (оригинално заглавие: 舞-HiME, транскрипция на английски: My-HiME) е анимесериал, създаден от студио „Сънрайз“. Той е с продължителност от 26 епизода и е излъчен по ТВ Токио между септември 2004 г. и март 2005 г. Действието в него се развива около живота на група момичета, наречени ХиМЕ, които притежават свръхестествени способности и са събрани в частното училище „Фука“ с тайна цел. 

## Заглавие
„Маи-ХиМЕ“ представлява многопластова игра на думи. Освен, че ХиМЕ е съкращение от „Highly-advanced Materializing Equipment” , то звучи по същия начин, като думата за принцеса в японския език. В същото време частта „маи“ се изписва с йероглифа 舞, който може да означава танц и съвпада по звучене както с името на главната героиня Маи, така и с английското притежателно местоимение „my“ (бълг. „мой“). Самата комбинация от думи „маихиме“ на японски език означава „танцьорка“. Следователно на заглавието не може да се даде еднозначен превод и може да има множество различни интерпретации: „Танцуващата принцеса“, „Моята принцеса“, „Маи, ХиМЕ“, „Принцеса Маи“ и т. н.

## Сюжет
Маи Токиха, на пръв поглед обикновена гимназистка, пътува с ферибот заедно с брат си към частното училище „Фука“, за което е получила стипендия, когато забелязва носещо се по вълните момиче, изпаднало в безсъзнание. След като е качено на борда, тя му оказва първа помощ и то идва на себе си, но скоро се появява друга, въоръжена непозната, която го напада. Докато се опитва да защити момичето и себе си, Маи открива, че притежава големи свръхестествени сили. Тяхното проявление убеждава тайнствената противничка да прекрати битката, но не и преди да предупреди двете да стоят далеч от „Фука“.
Въпреки това Маи и новата ѝ позната, която се казва Микото, се озовават в училището. Скоро обаче става ясно, че то крие множество тайни, касаещи както учениците, така и ръководството. Маи отново среща нападналото я по-рано момиче, чието име е Нацуки, след което двете се оказват въвлечени в битка с чудовище и по време на нея тя разбира, че е една от избраните дванадесет ХиМЕ. Това са момичета с магически белези по телата си, които единствени могат да призовават и контролират отчасти механични и отчасти живи същества, наричани чайлдове. С тяхна помощ ХиМЕ трябва да защитават хората от други подобни, но неуспели да си намерят господари, създания, на име орфъни.
Маи не изпитва голямо желание да се замесва в тези битки, само че покрай нея бързо започват да се появяват други ХиМЕ, всяка от които има собствени мотиви и цели да използва силите си. Това, както и зачестилите появи на все по-агресивни орфъни, я карат да размисли и да се присъедини към останалите, за да защити брат си и приятелите си. Не след дълго обаче става ясно, че тези чудовища не са единствените им врагове, тъй като зад техните действия стои могъща тайнствена организация, опитваща се да се добере до силите на ХиМЕ. И това не е всичко, защото дори и да излязат победителки от тази битка, едно от момичетата ще трябва да участва в ритуал, от който зависи бъдещето на Земята.

## Аниме
Сериалът дебютира на екран на 30 септември 2004 г. и се излъчва до 31 март 2005 г. Той е режисиран от Масакадзу Обара по сценарий на Хироюки Йошино. Музиката е на Юки Каджиура, като началната тема „Shining☆Days“ се изпълнява от Минами Курибаяши. Финалните теми са две: „Kimi ga Sora datta“ в изпълнение на Аки Мисато и „It's Only the Fairy Tale“, изпята от Юко Миямура (само в 15-и епизод).

## Сродни творби
От октомври 2005 до март 2006 г. в Япония се излъчва аниме със заглавие „Маи-Отоме“ (舞-乙HiME), също дело на студио „Сънрайз“. В него участват някои от героите в „Маи-ХиМЕ“, но действието се развива в далечното бъдеще.
По сериала „Маи-ХиМЕ“ е създадена едноименна манга от екипа на студиото под колективния псевдоним Хаджиме Ятате, с текст от Нобору Кимура и илюстрации от Кенецу Сато. Тя е издадена от „Акита Шьотен“ в списанието „Шьонен Чампиън“, където е публикувана от ноември 2004 г. до юли 2005 г., а отделните ѝ глави са събрани в 5 тома, излезли на пазара между ноември 2004 г. и септември 2005 г. В нея участват същите герои като в анимето, но сюжетът ѝ се различава силно. Втора манга поредица, озаглавена „Маи-ХиМЕ EКСA“ (оригинално заглавие: 舞-HiME EXA), е създадена отново от „Сънрайз“ и публикувана в списанието „Денгеки Дайо“ от март до октомври 2010 г.
Игра за Плейстейшън 2 със заглавие „Маи-ХиМЕ: Родословното дърво на съдбата“ (оригинално заглавие: 舞-HiME 運命の系統樹) е създадена от компанията „Марвълъс Интърактив“ и пусната на пазара в Япония на 30 юни 2005 г. Тя следва сюжет, различен от тези в анимето и мангата, като в нея са добавени и много нови герои. Нейна нова версия с добавени сцени е пусната за компютър на 30 юни 2006 г. Издадени са и две бойни игри за преносимата версия на Плейстейшън – „Маи-ХиМЕ експлозия! Историята на яростната битка в академия „Фука“?!“ (оригинално заглавие: 舞-HiME 爆裂!風華学園激闘史?!) и „Маи-ХиМЕ брилянт! Историята на яростните битки в академия „Шин Фука“!!“ (оригинално заглавие: 舞-HiME 鮮烈!真風華学園激闘史!!), и двете разработени от „Сънрайз Интърактив“.